# Cantone di Cormeilles-en-Parisis
Il Cantone di Cormeilles-en-Parisis era una divisione amministrativa dell'arrondissement di Argenteuil.
È stato soppresso a seguito della riforma complessiva dei cantoni del 2014, che è entrata in vigore con le elezioni dipartimentali del 2015.
Comprendeva i comuni di:
- Cormeilles-en-Parisis
- Montigny-lès-Cormeilles